# انواع برج (پایه) توربین بادی
توربین بادی به سازه‌ای گفته می‌شود که انرژی جنبشی باد را به انرژی مکانیکی یا الکتریکی تبدیل می‌کند و در دو نوع با محور افقی و با محور عمودی ساخته می‌شود. انرژی باد یک از اصلی‌ترین منابع انرژی تجدید پذیر است.

## برج (پایه)
برج یا پایه بخشی از سازه توربین بادی است که روتور، ژنراتور، ناسل و … همگی روی آن سوار می‌شوند. برج باید از طرفی توانایی تحمل بارهای وارد شده به خود را داشته باشد از طرفی پایه به اندازه‌ای بلند باشد تا پره‌های روتور در هنگام چرخش، به زمین برخورد نکنند ارتفاع برج معمولاً یک تا یک و نیم برابر قطر روتور است.

### برج‌های استوانه‌ای فولادی
این برج‌ها از ورقه‌های فولادی تشکیل می‌شوند. هر ورق فولادی پس از خم شدن، با کمک یک جوش طولی، یک استوانه را تشکیل می‌دهد. سپس چندین استوانه را با کمک جوش عرضی به هم وصل می‌کنند و یک بخش یا مقطع از برج ساخته می‌شود. سپس بخش‌ها یا مقطع‌های شناخته شده را با کمک اتصالات فلنجی یا پیچ و مهره به هم وصل کرده و برج استوانه‌ای فولادی نهایی ساخته می‌شود. یک برج استوانه‌ای از روی هم قرار گرفتن چندین بخش یا مقطع درست می‌شود. در قسمت پایین و بالای این استوانه‌های توخالی، درهایی برای ورود و خروج کارکنان تعبیه شده است. در داخل یا بیرون این برج‌ها پله‌هایی برای دسترسی به بخش‌های بالای توربین قرار داده شده است.

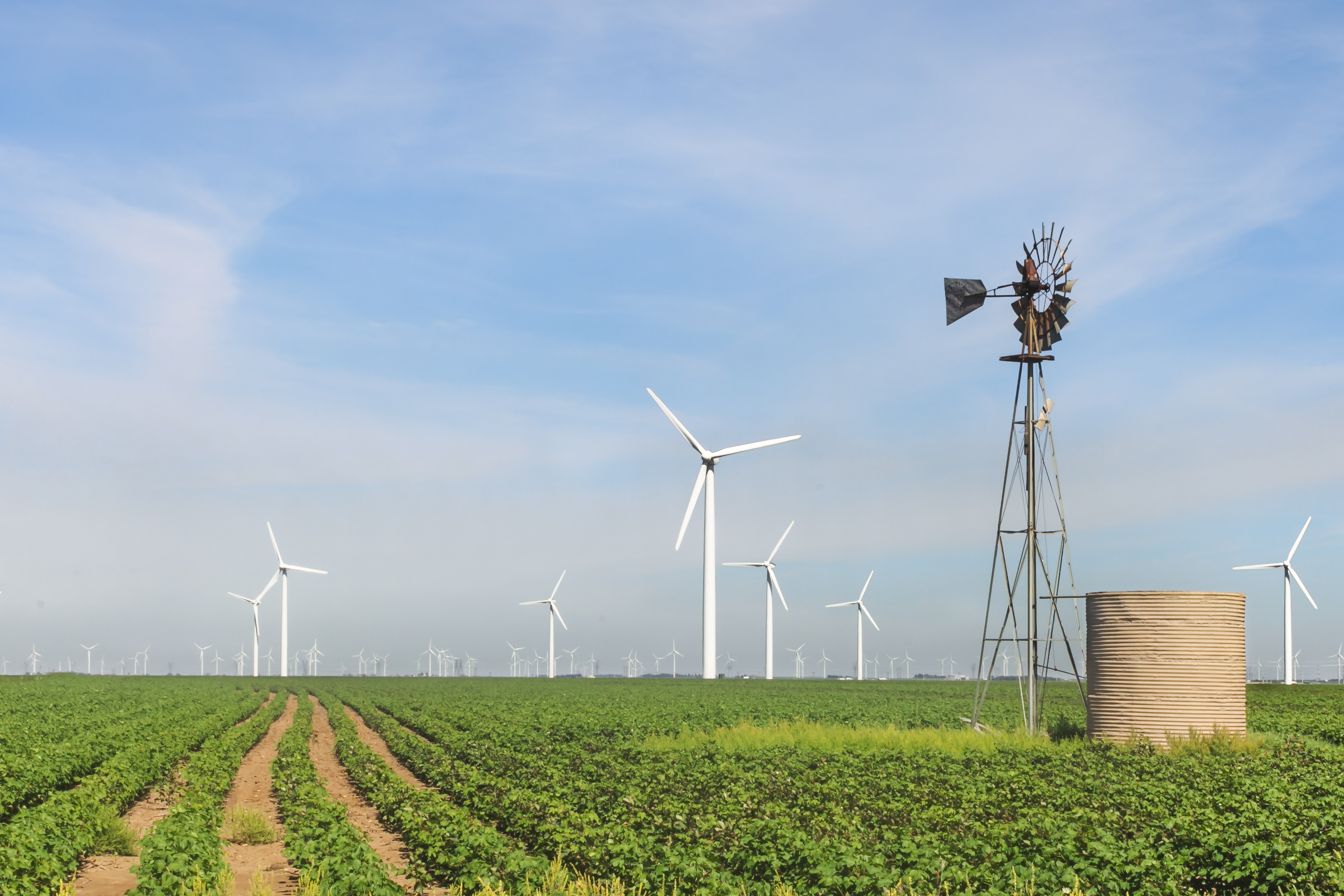

### برج‌های استوانه‌ای بتنی
همانند برج‌های استوانه‌ای فولادی هستند، با این تفاوت که از روی هم قرار دادن بلوک‌های بتنی ساخته می‌شود.

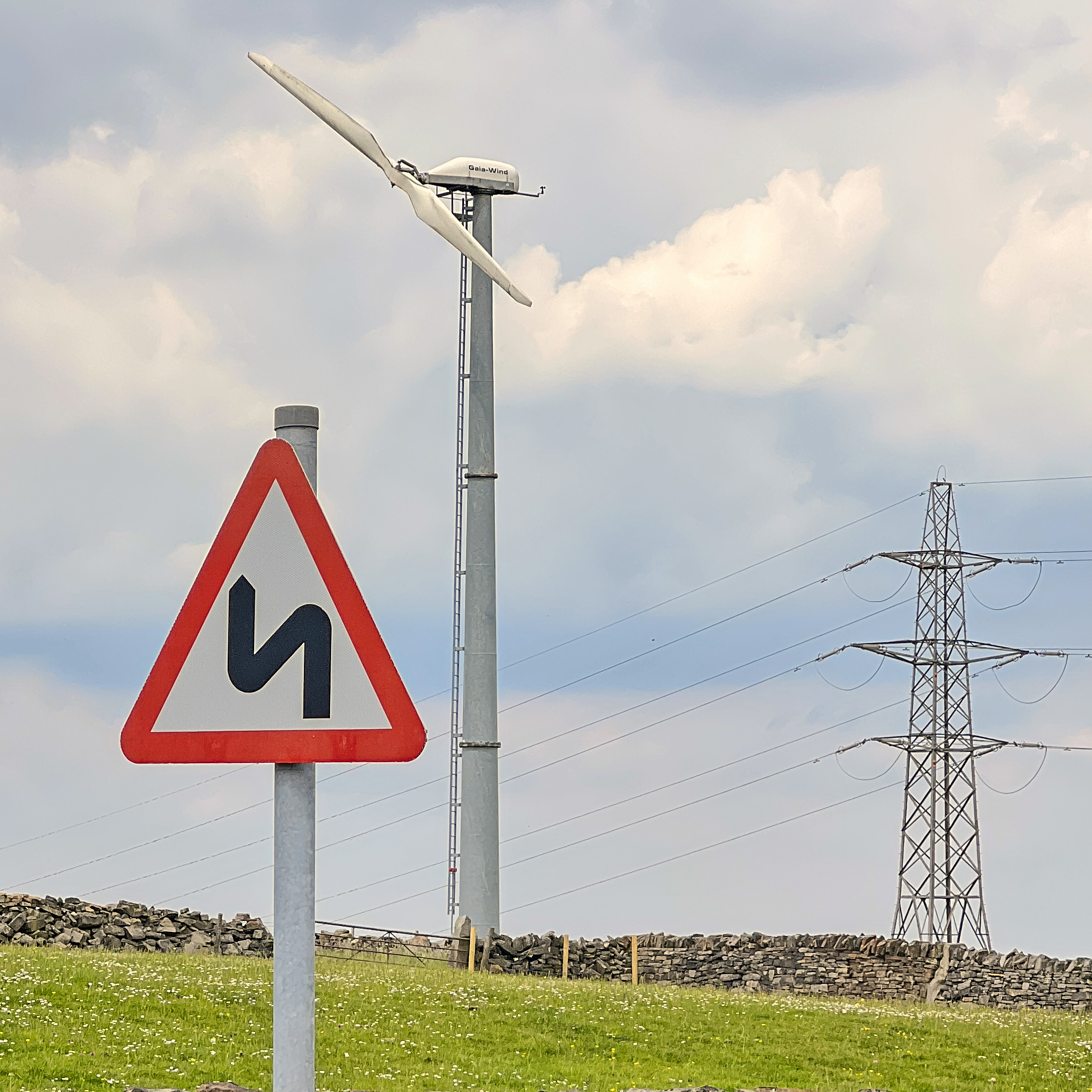

### برج‌های استوانه‌ای ترکیبی فولادی-بتنی
در این گونه برج‌های استوانه‌ای، بخش پایینی برج از جنس بتن ساخته می‌شود و در بالای آن، یک برج استوانه‌ای فولادی قرار داده می‌شود. برتری این گونه برج‌های ترکیبی این است که مشکلات مربوط به حمل و نقل برج‌های استوانه فولادی عظیم الجثه را ندارند و در محل نصب می‌توان آن‌ها را روی هم سوار کرد.

### برج‌های شبکه‌ای
از این گونه برج‌ها بیشتر در ساختمان توربین‌های بادی کوچک استفاده می‌شود. بخش پایینی برج‌های شبکه دارای عرض بیشتری نسبت به دیگر انواع برج‌ها است. مزیت برج‌های شبکه‌ای این است که وزن و قیمت کمتری دارند و نیز اوراق کردن سازه برج راحت است. عیب برج‌های شبکه‌ای نیز این است که شمار زیادی پیچ و مهره در ساخت این گونه برج‌ها به کار می‌رود که نیازمند بازرسی دوره‌ای هستند.

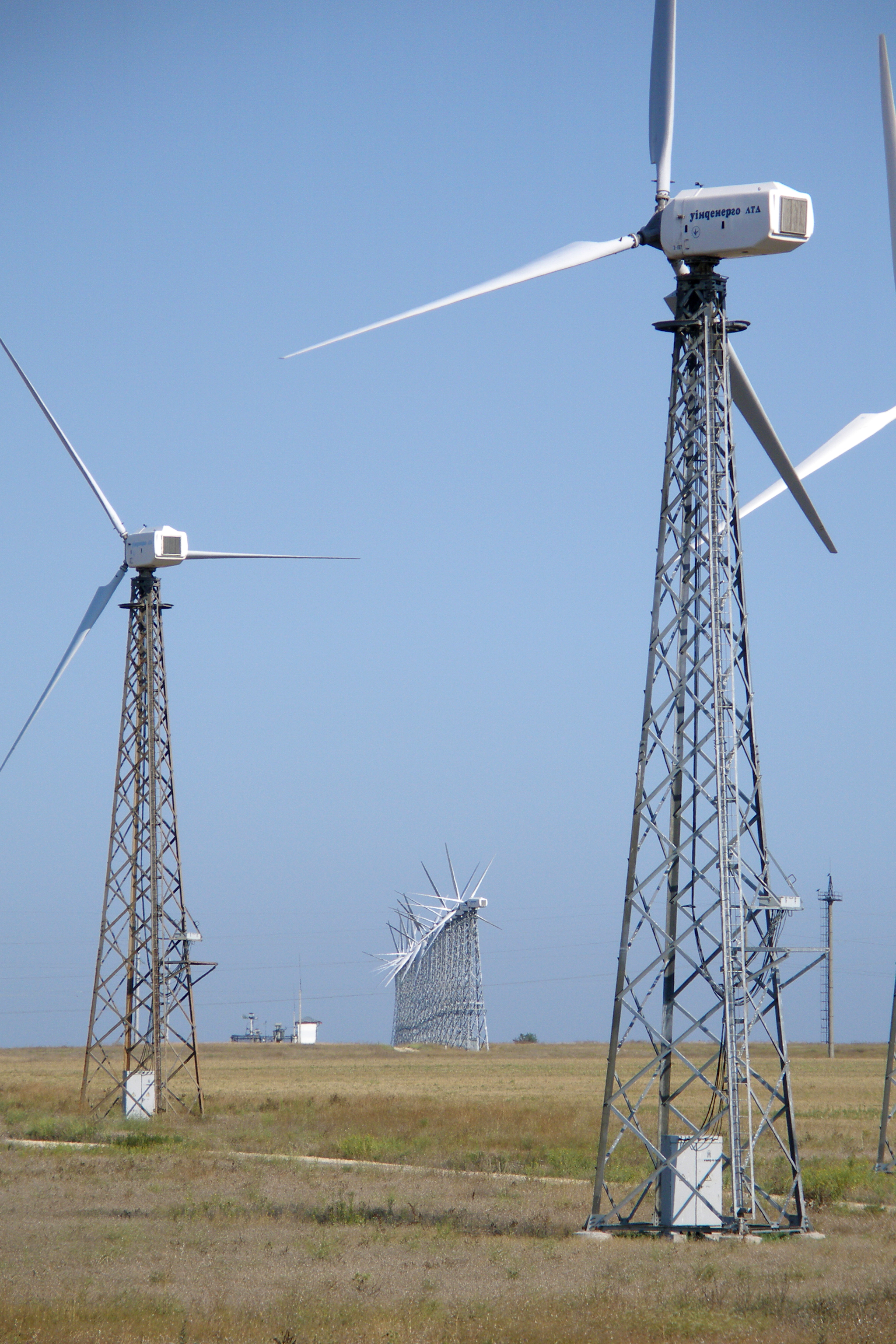

### برج‌های چوبی
در دهه‌های گذشته، از چوب در ساخت پره‌های توربین‌های بادی استفاده شده است، اما استفاده از چوب در ساخت برج، پدیدهٔ تازه‌ای است به‌کارگیری چوب در ساخت برج صرفه اقتصادی دارد و چوب نسبت به بروز خستگی مقاوم است.

### برج‌های تیلت‌آپ
این گونه برج‌ها دارای یک سیستم قفل شونده هستند و یک حالت تاشو دارند. هنگامی که توربین در حال کار کردن باشد، بخش تا شونده قفل است در صورت نیاز به انجام تعمیرات، می‌توان به راحتی با باز کردن بخش قفل شونده، برج را از بخش تا شونده آن به سطح زمین آورد و پس از انجام تعمیرات، دوباره برج را به حالت ایستاده برگرداند از این گونه برج‌ها در ساختمان توربین‌های کوچک استفاده می‌شود.

#### برتری برج‌های تیلت‌آپ
1. عملیات تعمیر و نگهداری توربین را می‌توان روی سطح زمین انجام داد و از بالا رفتن از سازه توربین جلوگیری می‌شود
2. در شرایط آب و هوایی طوفانی و وزش بادهای سهمگین می‌توان به سرعت توربین را پایین آورد و از آسیب دیدن سازه جلوگیری نمود.
3. بالا بردن و نصب سازه را می‌توان بدون نیاز به تجهیزات هیدرولیکی نیرومند انجام داد[۵]

### برج‌های مهاری
قیمت تمام شده این برج‌ها پایین بوده و از استحکام خوبی برخوردارند؛ ولی تنها برای توربین‌های کوچک به کار می‌روند عیب این برج‌ها این است که پیرامون پایه برج فضای زیادی را اشغال می‌کند.

## برخی از اجزای تشکیل دهنده توربین بادی

### پی
پی یا فونداسیون بخشی از سازهٔ توربین بادی است که در زیر زمین قرار می‌گیرد و برج روی آن نصب می‌شود. فونداسیون باید بتواند تمام بارهای وارد شده را تحمل کند و سازهٔ توربین را در برابر ریزش و تخریب محافظت نماید. در ساخت فونداسیون می‌بایست به نکاتی همچون مصالح و مواد به کار رفته، ویژگی‌های زمین و خاک محل نصب توربین و… توجه نمود.

### جعبه‌دنده
دنده‌ها زمانی به کار می‌روند که سرعت چرخش المان چرخاننده نسبت به سرعت چرخش المان چرخانده شده، متفاوت باشد. در توربین بادی، سرعت چرخشی چرخانه (روتور) می‌بایست هماهنگ با سرعت چرخشی ژنراتور باشد، این هماهنگی با کمک جعبه دنده رخ می‌دهد.

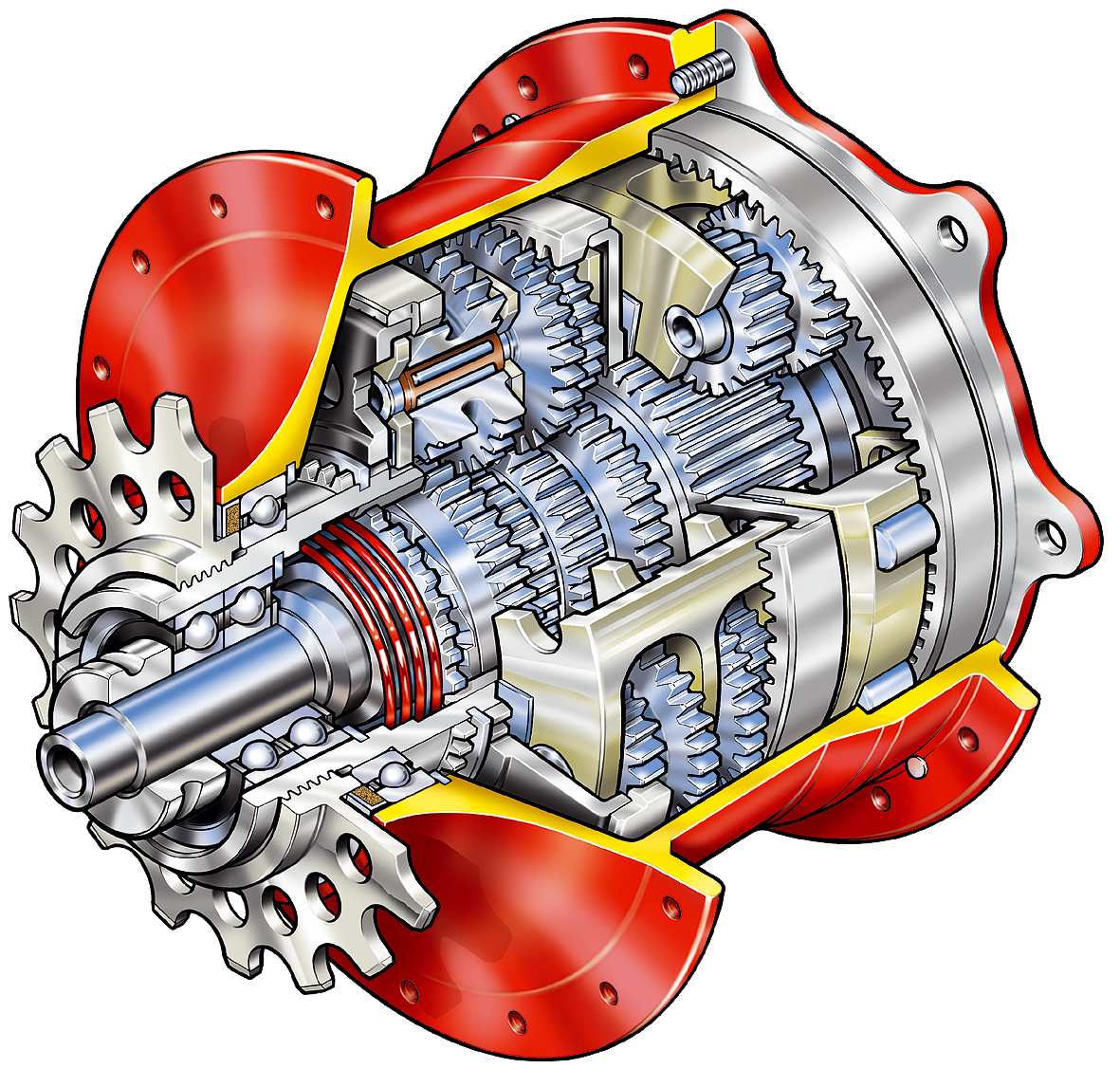

### پره‌های چرخانه
در فرایند تبدیل انرژی باد به قدرت مکانیکی و در نهایت چرخش شفت‌ها، پره‌ها نخستین نقش را بازی می‌کنند، به‌بیان دیگر جریان هوا ابتدا به پره‌ها برخورد می‌کند و سپس چرخش پره‌ها باعث چرخش روتور و چرخش شفتها شده و در نهایت با چرخش شفت‌ها ژنراتور می‌تواند الکتریسته تولید کند. در طراحی و انتخاب پره، می‌بایست به نیروهای وارد به آن توجه شود.

### اتاقک مولد
اتاقک مولد یا ناسِل، اتاقکی است که در بالای برج قرار دارد و قطعه‌ها و دستگاهایی مانند جعبه‌دنده و ژنراتور در داخل آن قرار داده می‌شود. اتاقک مولد می‌تواند حول محور عمودی برج چرخش داشته باشد (در توربین‌های بادی با محور چرخش افقی). این حرکت چرخشی که به آن یاو گفته می‌شود، برای این است که محور چرخش روتور با راستا و جهت وزش باد تنظیم شود.

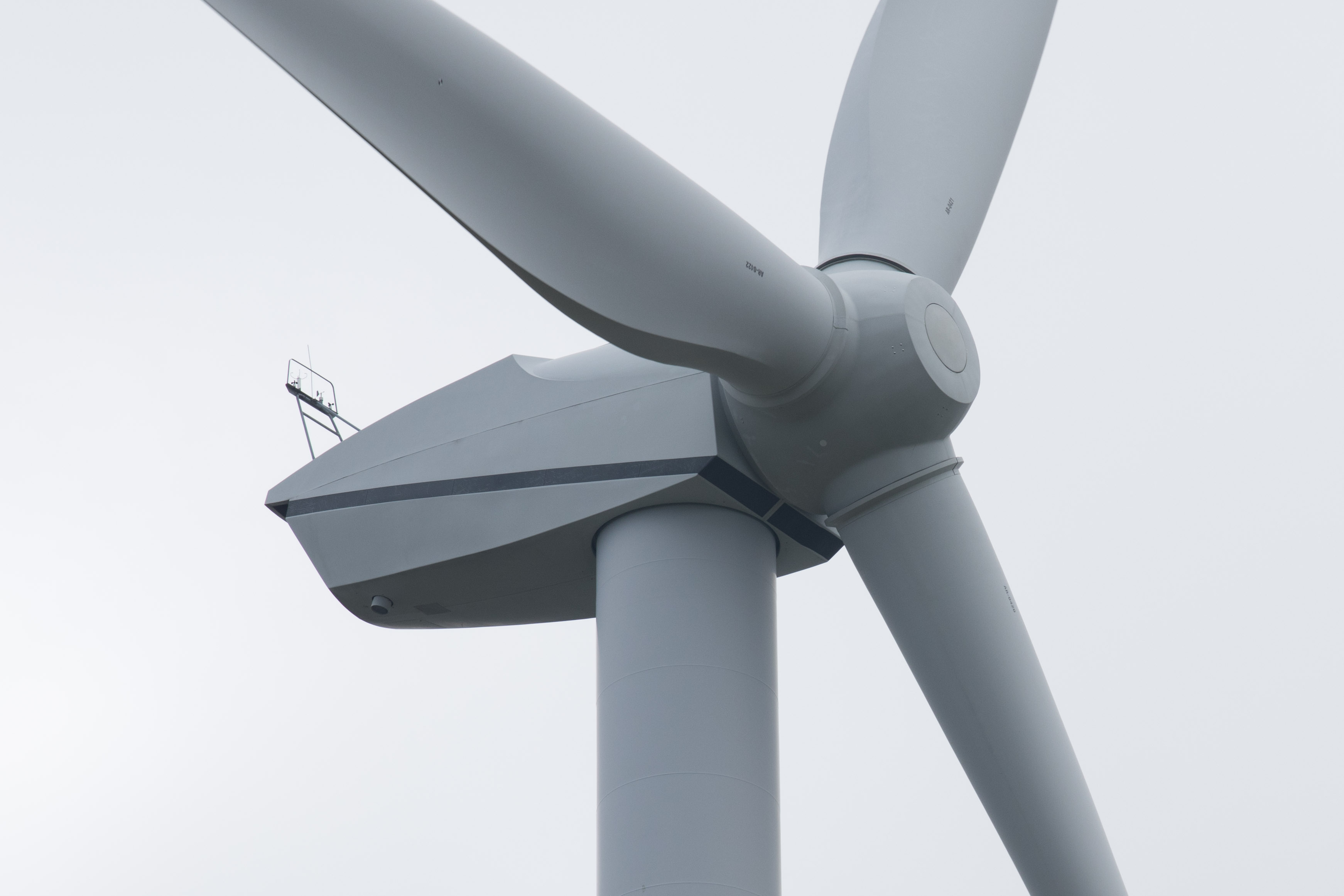

### بادسنج و بادنما
یک توربین بادی برای کار کردن می‌بایست جهت و سرعت باد را اندازه بگیرد. برای اندازه‌گیری سرعت و جهت باد از بادسنج و بادنما استفاده می‌شود. بادسنج وسیله‌ای است که سرعت باد را اندازه می‌گیرد و بادنما وسیله‌ای است که جهت باد را پیدا می‌کند. این دو وسیله با این‌که اندازهٔ کوچکی دارند، ولی کاری که انجام می‌دهند، بسیار مهم است. دو گونه بادسنج وجود دارد که پرکاربردترین آن‌ها بادسنج فنجانی یا نیم کروی است.

### لرزه‌سنج
یکی از وسیله‌هایی که برای ایمنی توربین به کار می‌رود، لرزه‌سنج است. این وسیله از یک توپ که بر روی یک حلقه قرار می‌گیرد، تشکیل شده است. این توپ با استفاده از یک زنجیر به یک کلید متصل است. اگر لرزه و ارتعاش توربین از یک حد مشخصی فراتر رود، توپ گفته شده از روی حلقه پایین می‌افتد و با به کار افتادن کلیدی که به زنجیر متصل است، توربین خاموش شده از حرکت می‌ایستد.

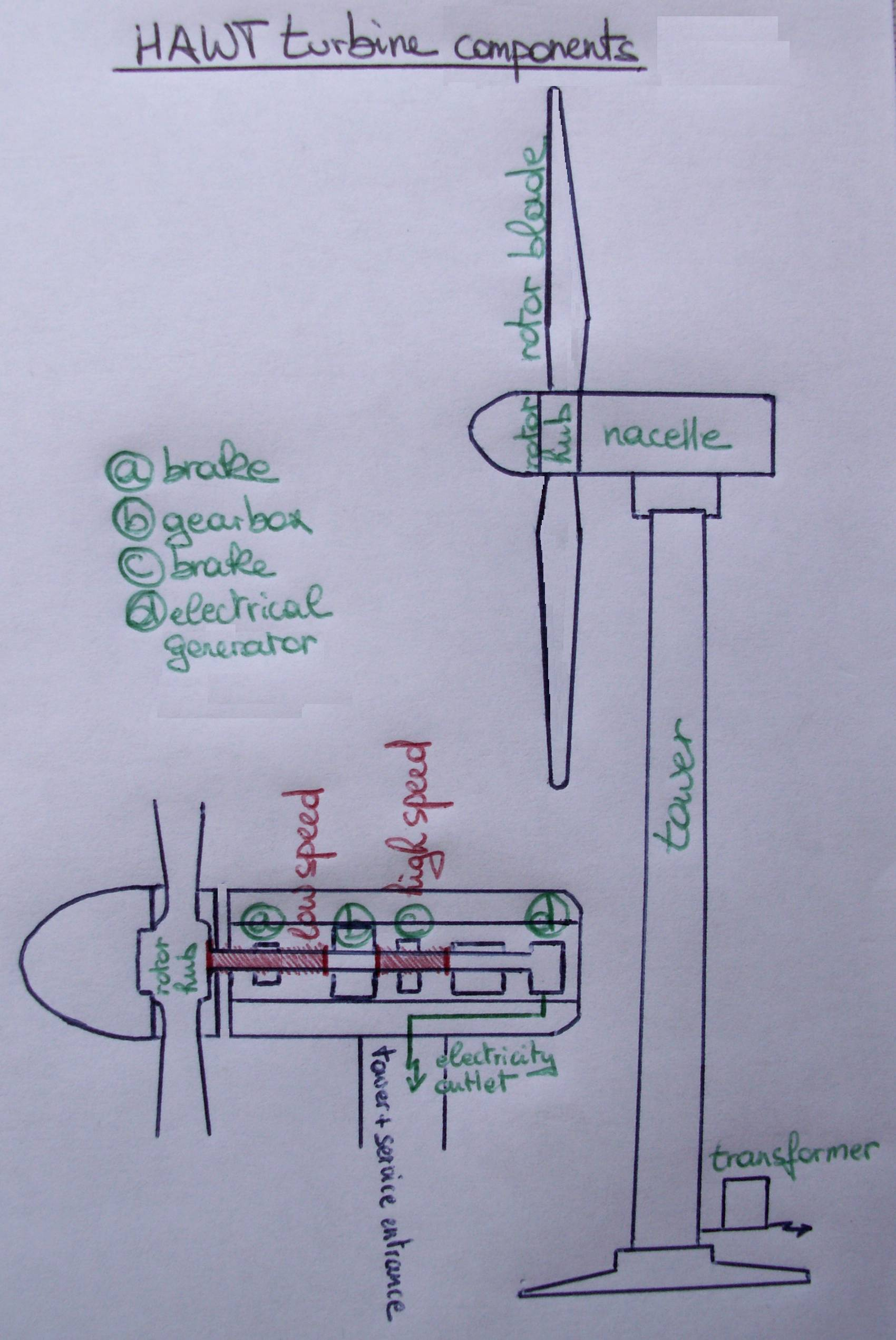